# Parc Alexandria de l'Académie nationale des sciences d'Ukraine
Le parc Alexandria (ukrainien: Державний дендрологічний парк «Олександрія» НАН України) est un jardin botanique public de type arboretum dépendant de l'Académie nationale des sciences d'Ukraine. Il est situé au nord-ouest de la commune de Bila Tserkva, dans l'oblast de Kiev, à 80 kilomètres au sud de la ville de Kiev. S'étendant sur plus de 290 hectares, il est le plus grand jardin botanique d'Ukraine. Il est nommé en hommage à Alexandra von Engelhardt, comtesse Branicka, qui en fut la propriétaire.
Le parc est situé sur un terrain de 297 hectares, sur les rives de la rivière Ros. Le parc est un modèle d'architecture et d'aménagement d'un paysage naturel, et comporte différentes espèces d'arbres et de fleurs, édifices, sculptures, canaux, ponts et étangs. Il compte plus de vingt kilomètres d'allées et de voies pédestres.

## Sources
- (uk) Cet article est partiellement ou en totalité issu de l’article de Wikipédia en ukrainien intitulé « Державний дендрологічний парк «Олександрія» НАН України » (voir la liste des auteurs).